# Desmond Chiam
Desmond Chiam, född 30 juli 1987 i Melbourne, är en australisk skådespelare.
Chiam har bland annat medverkat i TV-serien The Falcon and the Winter Soldier från 2021. Han har även medverkat i filmerna Magic Camp från 2020 och Joy Ride från 2023.

## Filmografi (i urval)
- 2020 – Magic Camp
- 2021 – The Falcon and the Winter Soldier (TV-serie)
- 2023 – Joy Ride
- 2025 – Mortal Kombat 2